# Haim Harari

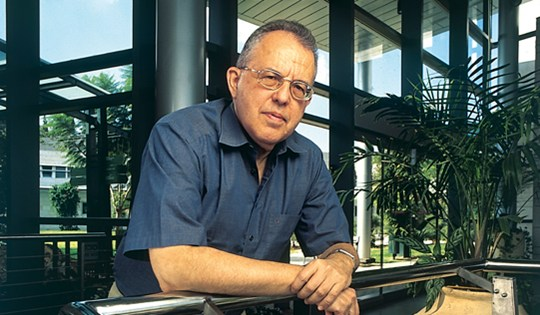
Haim Harari (2004)

Haim Harari (hebräisch חַיִּים הֲרָרִי Chajīm Hararī; * 18. November 1940 in Jerusalem) ist ein israelischer Elementarteilchenphysiker und Wissenschaftsorganisator.

## Leben
Harari stammt aus einer Familie, die seit dem 19. Jahrhundert in Palästina lebt. Er studierte an der Hebräischen Universität in Jerusalem mit dem Diplom-Abschluss 1961 und der Promotion 1965. Harari wurde 1967 der bis dahin jüngste Professor (Associate Professor) am Weizmann-Institut, wo er 1970 eine volle Professur erhielt und 1999 Instituts-Professor wurde. Von 1988 bis 2001 war er Präsident des Weizmann-Instituts für Wissenschaften.
Er war unter anderem Gastwissenschaftler und Gastprofessor am CERN, an der Stanford University, der Cornell University, der Harvard University, am Fermilab, der Rockefeller University und der University of California, Berkeley.
Seine Hauptbeiträge zur Physik der Elementarteilchen sind die Vorhersage des top- und bottom-Quarks und die erste vollständige Darstellung des Standardmodells mit drei Familien – sechs Quarks und sechs Leptonen (1975). Er schlug auch ein Modell der Elementarteilchen vor, in dem Quarks und Leptonen aus noch fundamentaleren Bausteinen aufgebaut sind (Rishonen-Modell). Daran arbeitete er auch mit seinem Schüler Nathan Seiberg.
1972 bis 1978 war er Dekan der Graduate School und 1988 bis 2001 war er Präsident des Weizmann-Instituts, dessen finanzielle Ausstattung er durch geschickte Anlagepolitik und Spenden-Einwerbung erheblich stärkte.
1979 bis 1985 war er Vorsitzender des Planungs- und Haushaltskomitees im israelischen Rat für höhere Bildung, das unter anderem die Forschungsgelder in Israel verteilt und die Universitäts- und Schulgründungen steuert. Er stand 1991/92 dem nationalen israelischen Bildungsrat vor und war Gründer des Davidson Institute of Science Education in Rehovot und des Hemda Science Center in Tel Aviv.
Er ist Mitgründer von Perach, einem Stipendienprogramm für Studenten, die als Ausgleich unterprivilegierte Schüler unterrichten. Das Programm, an dem rund 30.000 Studenten teilnehmen, erhielt 2008 den Israel-Preis.
2005 veröffentlichte er ein Buch A View from the Eye of the Storm – Terror and Reason in the Middle East (Harper-Collins), das seine Sicht der Nahostsituation wiedergibt.
1997 bis 2006 war er Internationalen Beratungsgremium von Daimler-Chrysler. Haim Harari ist der Leiter des sechsköpfigen Exekutivkomitees, das mit der Gründung des Institute of Science and Technology Austria in Maria Gugging (Klosterneuburg, Niederösterreich) beauftragt wurde.
Im Juni 2014 wurde bekannt, dass Harari die österreichische Staatsbürgerschaft verliehen wird.

## Ehrungen
- Rothschild-Preis 1976
- Fellow der American Physical Society (1986)
- Mitglied der Israelischen Akademie der Wissenschaften (1979)
- Mitglied der American Academy of Arts and Sciences (2010)
- Israel-Preis (1989)
- EMET-Preis 2004
- Großes Bundesverdienstkreuz
- Harnack-Medaille der Max-Planck-Gesellschaft (21. Mai 1999)[3]
- Goldene Komturkreuz des Ehrenzeichens für Verdienste um das Bundesland Niederösterreich (2011)
- Großes Silbernes Ehrenzeichen für Verdienste um die Republik Österreich (2021)[4]
- Ehrendoktor der Ben-Gurion-Universität im Negev (1987)
- Ehrendoktor der Universität Bordeaux (1993)
- Ehrendoktor von zwei anderen Universitäten

## Schriften
- Quarks and Leptons. In: Physics Reports. Band 42, 1978, S. 235–309.
- The structure of quarks and leptons. In: Scientific American. April 1983.
- Composite models for quarks and leptons. In: Physics Reports. Band 104, 1984, S. 159–179.
- A View from the Eye of the Storm – Terror and Reason in the Middle East. ReganBooks, New York 2010, ISBN 978-0-06-083912-3.

## Verweise
1. ↑  nach Angaben auf seiner Webseite wurden in seiner Amtszeit über 1 Milliarde Dollar an Spendengeldern geworben
2. ↑  Erste Promi-Einbürgerungen seit drei Jahren beschlossen. In: Die Presse. 3. Juni 2014, abgerufen am 3. Juni 2014.
3. ↑  Bundespräsidialamt
4. ↑  BM Faßmann verlieh Ehrenzeichen an Prof. Haim Harari. In: ots.at. 21. September 2021, abgerufen am 21. September 2021.

| Personendaten    | Personendaten                          |
| ---------------- | -------------------------------------- |
| NAME             | Harari, Haim                           |
| ALTERNATIVNAMEN  | חיים הררי (hebräisch)                  |
| KURZBESCHREIBUNG | israelischer Elementarteilchenphysiker |
| GEBURTSDATUM     | 18. November 1940                      |
| GEBURTSORT       | Jerusalem                              |